# Enio Gnudi
Enio Gnudi (San Giorgio di Piano, 18 gennaio 1893 – Roma, 4 marzo 1949) è stato un politico, sindacalista e antifascista italiano.

## Biografia
Gnudi si trasferisce con la famiglia a Bologna nel 1896. Qui trova lavoro come ferroviere, e nel 1919 entra a far parte del comitato centrale del Sindacato ferrovieri italiani. Rappresentante della classe operaia bolognese, milita dapprima nella corrente massimalista del Partito socialista, e nell'ottobre del 1920 aderisce alla frazione comunista. Il 21 novembre dello stesso anno viene proclamato sindaco di Bologna nella prima riunione del nuovo consiglio dopo le elezioni del 31 ottobre 1920.
“Umile e semplice operaio”, come lui stesso si definisce nel suo discorso di insediamento, si fa portavoce dei diritti dei lavoratori del braccio e del pensiero che, dice, saranno difesi anche attraverso il Comune. Come il suo predecessore Francesco Zanardi, primo sindaco socialista di Bologna, annuncia che uno dei primi provvedimenti sarà quello di garantire il prezzo equo per il pane e quindi “di elevare una protesta contro il Governo che minaccia di gravare la mano sulla folla”, perché non sono i lavoratori che debbono pagare, “ma sono coloro che dalla guerra, dalle speculazioni hanno guadagnato milioni e milioni”. Tuttavia, neanche un'ora dopo l'inizio dell'adunanza, l'irruzione armata di una squadra di fascisti provoca i tragici scontri noti come strage di Palazzo d'Accursio, a seguito dei quali il prefetto nomina un commissario straordinario sciogliendo il Consiglio comunale.
Il 21 gennaio 1921 Gnudi prende parte al congresso di Livorno che sancisce la costituzione del Partito Comunista d'Italia. Dopo pochi mesi viene eletto alla Camera ma il risultato non viene convalidato perché Gnudi non possiede l'età minima richiesta per il ruolo di deputato. Al secondo congresso del Partito Comunista del marzo 1922 viene eletto nel Comitato centrale, e in tale ruolo viene riconfermato dopo il terzo (Lione, 1926) e il quarto congresso (Colonia, 1931). Partecipa inoltre come delegato al quinto e sesto congresso dell'Internazionale Comunista, tenutisi a Mosca nel 1924 e nel 1928.
Nei primi anni del Ventennio viene arrestato ripetutamente e nel 1926 ripiega oltralpe. L'anno dopo, con il nome di Oreste, diviene segretario della commissione esecutiva dei gruppi comunisti in Francia, di cui fanno parte Giuseppe Di Vittorio, Francesco Leone, Mario Montagnana, Eugenio Del Magro e Ottavio Pastore.
Dopo ulteriori arresti viene espulso dalla Francia il 13 settembre 1927. Rientrato brevemente in Italia, nella primavera successiva sfugge a un nuovo mandato di cattura rifugiandosi dapprima in Svizzera e poi, clandestinamente, ancora in Francia. Dal 1929 segue l'organizzazione del movimento sindacale comunista, e questo lo porta in Messico, Stati Uniti, Argentina e infine a stabilirsi in Unione Sovietica, prima di rientrare in Francia. Sempre ricercato, nel 1935 è a Bruxelles, mentre successivamente viene segnalata la sua presenza a Zurigo, a New York e a Toronto.
Nel 1945 torna a Bologna e nel marzo successivo viene eletto segretario generale del Sindacato ferrovieri, mentre il 24 marzo 1946 è eletto consigliere nelle prime elezioni amministrative dopo il fascismo. Muore improvvisamente nel marzo 1949, “stanco forse della vita durissima che aveva vissuto, del lavoro al quale si era costretto”, come dice Giuseppe Dozza pochi giorni dopo commemorandolo in consiglio comunale.
Enio Gnudi è sepolto nel Cimitero della Certosa. La tomba che lo commemora è un sarcofago in travertino opera dello scultore Farpi Vignoli, commissionato dal Sindacato nazionale ferrovieri, che reca la scritta “I lavoratori a Enio Gnudi”.